# 11-デオキシコルチゾール
11-デオキシコルチゾール (別名 cortodoxone(国際一般名), cortexolone または 17α,21-ジヒドロキシプロゲステロン, 17α,21-ジヒドロキシ-4-プレグネン-3,20-ジオン) は、内因性糖質コルチコイドステロイドホルモンであり、コルチゾールへの代謝中間物の一つである。1938年に Tadeus Reichstein (タデウシュ・ライヒスタイン) によってSubstance Sとして最初に記述されたため、ReichsteinのSubstance SまたはCompound Sとも呼ばれる。

## 機能

Steroidogenesis, showing 11-deoxycortisol in the pathway from cholesterol to cortisol.

11-デオキシコルチゾールはグルココルチコイドとして機能するが、コルチゾールより作用が弱い。
11-デオキシコルチゾールは17α-ヒドロキシプロゲステロンから21-ヒドロキシラーゼによって合成され、11β-ヒドロキシラーゼによってコルチゾールに変換される。 

哺乳類の11-デオキシコルチゾールは生理活性が限られており、主に糖質コルチコイド経路内で代謝中間体として作用し、コルチゾールにつながる。5億年以上前に進化した無顎類の1種であるウミヤツメでは、11-デオキシコルチゾールが主要かつ最終的な糖質コルチコイドであり、鉱質コルチコイド活性を持っている。11-デオキシコルチゾールは、特定のコルチコステロイド受容体に結合することにより、変態時のウミヤツメの腸浸透圧調節にも関与し、その間に下流への移動前に海水耐性を発達させる。ウミヤツメには、哺乳類では11-デオキシコルチゾールをコルチゾールに、11-デオキシコルチコステロンをコルチコステロンに変換する11β-ヒドロキシラーゼ（CYP11B1）がない。これは、複雑で非常に特異的なコルチコステロイドシグナル伝達経路が、少なくとも5億年前に、最も初期の脊椎動物の出現とともに進化したことを示している。ウミヤツメにコルチゾールとコルチコステロンが存在しないことは、11β-ヒドロキシラーゼ酵素が脊椎動物の進化の初期には存在していなかった可能性があることを示唆している。

## 臨床的意義
哺乳類の11-デオキシコルチゾールは糖質コルチコイド活性が限られているが、主要な哺乳類の糖質コルチコイドであるコルチゾールの直接の前駆体である。その結果、11-デオキシコルチゾールのレベルが測定され、コルチゾール合成の障害を診断し、コルチゾールへの経路に沿って障害を引き起こす酵素の欠乏を見つけ、副腎障害を区別する。 
11β-ヒドロキシラーゼ欠損症では、11-デオキシコルチゾールと11-デオキシコルチコステロンのレベルが上昇し、
11-デオキシコルチコステロンが過剰になると、鉱質コルチコイドベースの高血圧へ進む (患者が鉱質コルチコイドの欠如から低血圧となる21-ヒドロキシラーゼ欠損症とは対照的に)。11β-ヒドロキシラーゼ欠損症では、11-デオキシコルチゾールは、この状態のアンドロステンジオンレベルの増加を説明できる経路でアンドロステンジオンに変換することもできる。
21-ヒドロキシラーゼ欠損症では、11-デオキシコルチゾールレベルが低くなっている。  

## 歴史
1934年、スイスで研究する生化学者 タデウシュ・ライヒスタインは、生理活性化合物を分離するために動物の副腎からの抽出物の研究を開始した。 彼は途中で彼の発見の結果を発表していた。1944年までに、彼はすでに29の純物質を分離して化学構造を解明した。彼は、"Substance" という単語とラテンアルファベットの文字で構成される名前を、新しく見つかった物質に割り当てていた。1938年に彼は Substance Rと Substance Sについてのそれらの化学構造と性質を説明する記事を発表した。1955年頃から Substance Sは11-デオキシコルチゾールとして知られるようになった。
1930年代と1940年代に、臨床医は新たに発見されたホルモンの多くの用途を発見していたが、動物の臓器から抽出できるのはごくわずかであった。化学者たちは、これらのホルモンのより大きな産業規模での生産を探っていた。  
1949年、アメリカの研究化学者Percy Lavon Julianは、コルチゾンの製造方法を模索し、安価で入手しやすいプレグネノロン (大豆油ステロールのスティグマステロールから合成される) から Substans Sを合成することを発表した。
1952年4月5日、生化学者 Durey Petersonとアップジョン社の微生物学者 Herbert Murrayは、一般的なカビによる単一ステップでのステロイド (例えばプロゲステロン) の11α-位の酸素化の画期的な工業発酵プロセスの最初のレポートを発表した。Substance Sの11α-位酸素化により11α-ヒドロコルチゾンが生成され、化学的に酸化されてコルチゾンになるか、さらに化学的ステップで11β-ヒドロコルチゾン（コルチゾール）に変換される。